# Улица Энгельса (Курск)
У́лица Э́нгельса — одна из улиц Курска. Начинается от площади Дзержинского, заканчивается возле Ламоновского моста на реке Сейм, где далее переходит в проспект Кулакова.

## История и характеристика
Улица названа в честь немецкого философа Фридриха Энгельса, ранее, в дореволюционное время, называлась Шоссейная улица. Проходит с севера на юг, являясь как бы продолжением проспекта Кулакова. Проходит сразу в двух округах города: в Сеймском и Центральном. Улица имеет двойной тип дороги по 3—4 полосы, посередине проходит линия трамвайных путей. За Сумским мостом дорога слегка поворачивает налево, имея при этом крутой подъём.
Улица Энгельса соединяет микрорайон Парковая с центральным округом.

## Интересные места
На улице Энгельса находятся: автоцентр Южный, Спортивно-Концертный комплекс (СКК), отель «Соловьиная Роща».

## Пересекает или соприкасается с улицами
- Проспект Кулакова
- 3-й Шоссейный переулок
- Улица Ольшанского
- Сумская улица
- Литовская улица
- Московская улица
- Малиновая улица
- Нижняя Луговая улица
- Улица Петра Минакова
- Улица Пионеров
- Проезд Энгельса
- Улица Красной Армии
- Улица Дзержинского
- Беговая улица

## Транспорт
По улице Энгельса осуществляется движение автобусов, маршрутных такси, трамвая, троллейбусов и электробусов